# 와타나베 히비키
와타나베 히비키(일본어: 渡邉 響, 1998년 8월 11일 ~ )는 일본의 배우이다.